# Piazza del Carmine (Firenze)
Piazza del Carmine a Firenze è una delle principali piazze del quartiere di Oltrarno.
Nel 1330, al pari di altre analoghe grandi piazze cittadine si formò per permettere alla folla di assistere alle prediche dei carmelitani, che possedevano l'antistante basilica di Santa Maria del Carmine. Altri esempi analoghi sono piazza Santa Maria Novella, piazza Santa Croce, piazza Santo Spirito e piazza Ognissanti.
Il 16 luglio 1795 il fiorentino Giovanni Luder fece decollare da qui la prima mongolfiera che volasse su Firenze, costruita dal commerciante Cavaciocchi e da Angiolo Fioravanti. 
Oggi è ancora dominata dalla facciata incompiuta della basilica, mentre verso sud si scorge la vicina cupola della chiesa di San Frediano in Cestello. A fianco della chiesa una porta fa accedere all'antico monastero, dove oggi si trova un museo che permette di visitare anche la cappella Brancacci. Dall'altro lato della strada si trova l'unico palazzo di rilievo con la facciata principale sulla piazza: palazzo Rospigliosi Pallavicini, sede della Casa per Ferie "Santo Nome di Gesù".
All'angolo con piazza Piattellina si trova un grande tabernacolo, opera trecentesca attribuita al maestro di San Martino a Mensola. Raffigura una Madonna con bambino, quattro santi e due committenti. All'angolo con via Santa Monica invece un secondo tabernacolo in pietra serena ospita un affresco mariano simile, ma di fattura più tarda forse quattrocentesca, attribuito a un artista di ambito forse tirolese. Un terzo tabernacolo con una Sacra Famiglia si trova all'angolo con Borgo San Frediano.
La zona del Carmine è una delle poche del centro storico dove è ancora possibile respirare un'autentica atmosfera rionale, non ancora sopraffatta dalle logiche economiche del turismo di massa. Al carattere profondamente religioso della piazza negli ultimi decenni si è aggiunto lo spirito profano di alcuni locali notturni che ne animano la vita notturna e la rendono meta di giovani nei fine settimana.